# نيك إنجلش
نيك إنجلش (بالإنجليزية: Nick English)‏ هو مجدف بريطاني، ولد في 5 نوفمبر 1978.

## وصلات خارجية
- نيك إنجلش على موقع الاتحاد الدولي للتجديف (الإنجليزية)
- نيك إنجلش على موقع اللجنة الأولمبية الدولية (الإنجليزية)
- نيك إنجلش على موقع أوليمبيديا (الإنجليزية)
- نيك إنجلش على موقع اللجنة الأولمبية البريطانية (الإنجليزية)